# St. Magdalena (Bozen)

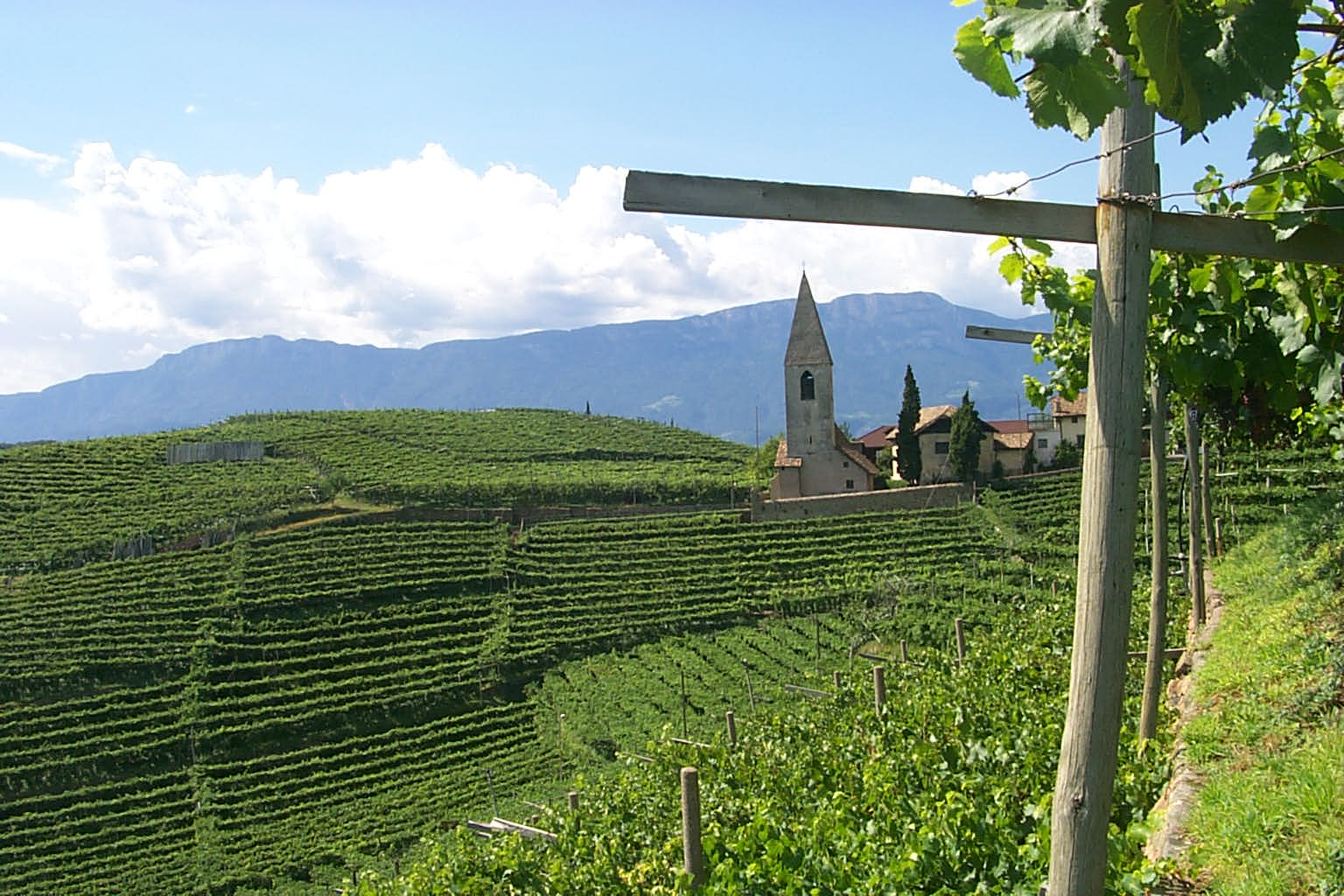
Weindorf St. Magdalena bei Bozen gegen die Mendel

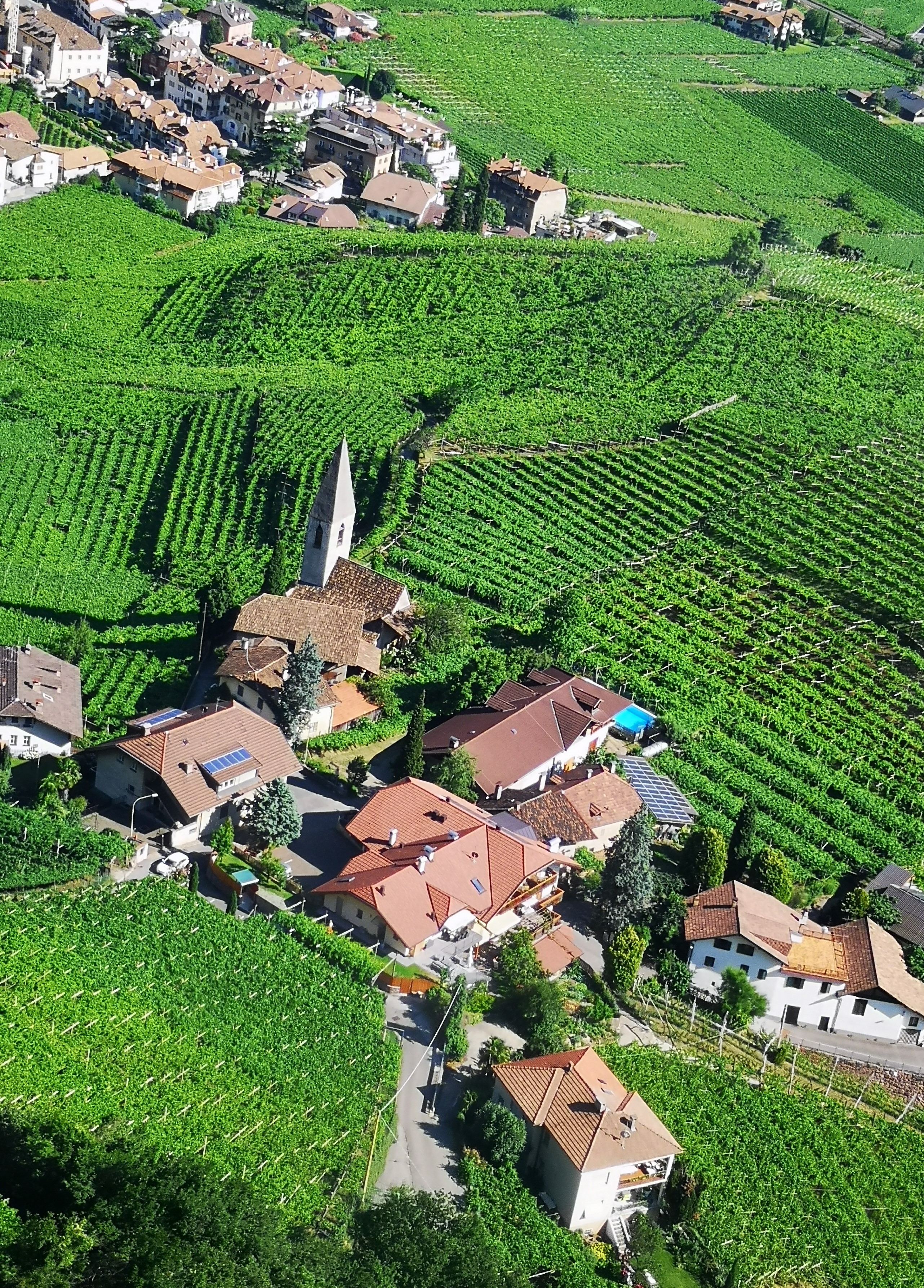
St. Magdalena von oben gegen den Bozner Ortsteil Rentsch

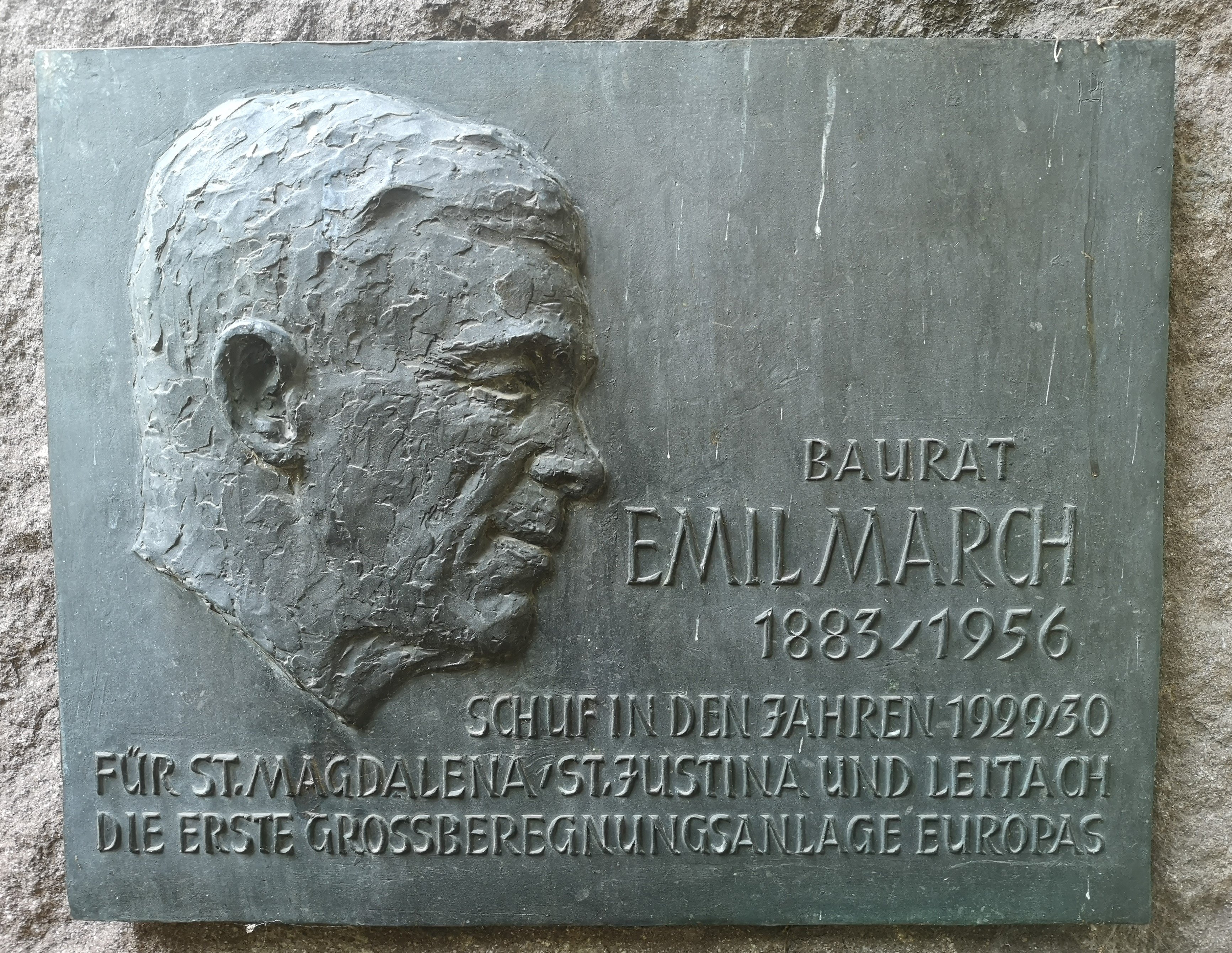
Emil-March-Tafel in St. Magdalena

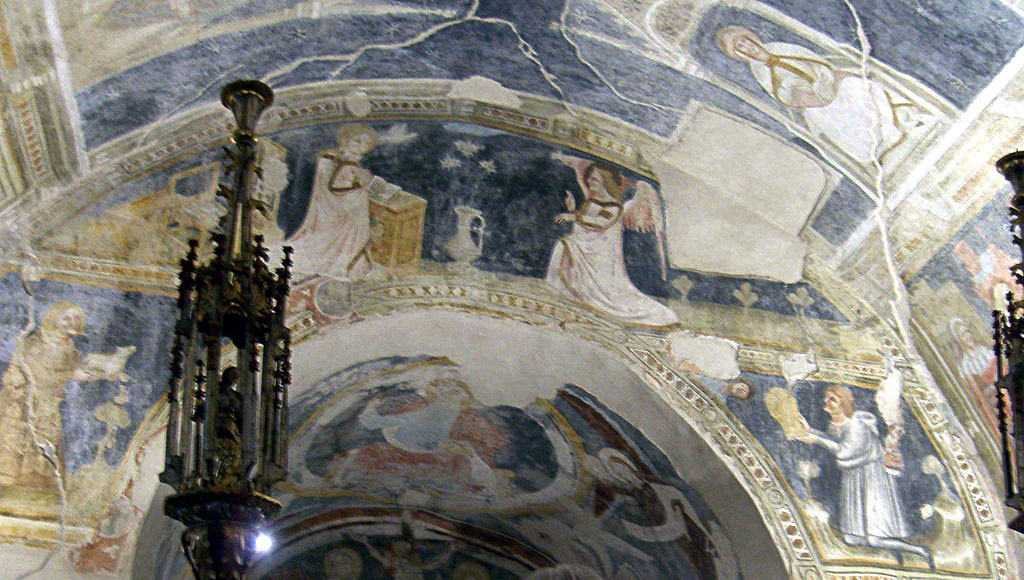
Fresken am Triumphbogen in der Kirche St. Magdalena

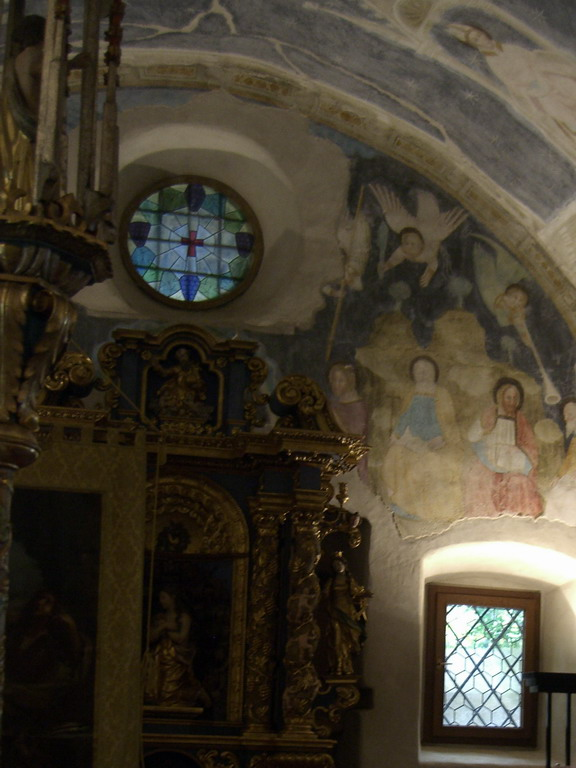
Westwand mit Fresken des Jüngsten Gerichts und Hochaltar der Kirche

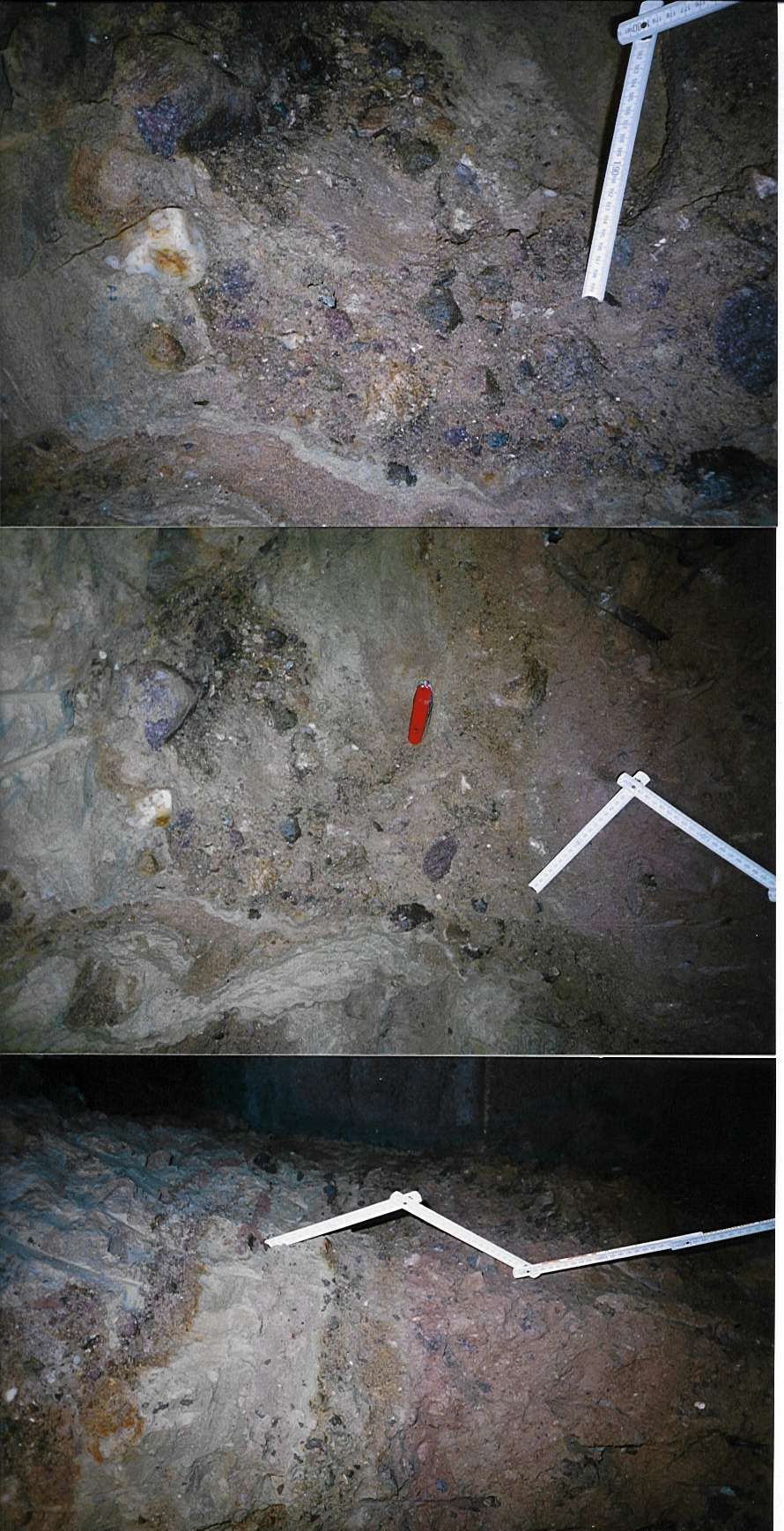
Bodenprofile Aushub Grotte Weinkatakombe

St. Magdalena, früher auch Prazöll genannt, ist ein Weindorf in Südtirol (Italien), ehemals der Landgemeinde Zwölfmalgreien zugehörig und heute in der Stadtgemeinde Bozen gelegen. Es ist vor allem für den St. Magdalener, einen Wein aus der Vernatschtraube, bekannt.
Neben Weinbau gibt es Gastronomie und Tourismus. Urlaub am Bauernhof ist für einige Bauern eine Nebenerwerbsform. Außer den Höfen mit Weingütern gibt es nur wenige Häuser.

## Geographie

### Allgemeines
St. Magdalena liegt oberhalb von Rentsch und östlich vom Stadtzentrum Bozens. Der Ortskern nimmt einen dem Rittner Berg vorgelagerten Moränen- und Lößhügel ein, Einzelhöfe besetzen auch die umliegenden Südhänge. Im Osten bildet die Furche des Rivelaunbachs die Grenze zu St. Justina. Der Weiler ist über eine steil ansteigende Bergstraße von Rentsch aus mit dem Auto zu erreichen. Anhand von Aushüben ist in Bodenprofilen die dynamische Vergangenheit der Hügelzone feststellbar. Die Lockersedimente aus eiszeitlichen Schotter- und Moränenablagerungen bilden ideale Voraussetzungen für den Weinanbau. In den Jahren 1929/30 wurde hierfür nach Plänen von Baurat Emil March (1883–1956) eine Großberegnungsanlage geschaffen.

### Gliederung
Postalisch lässt sich das Dorf noch einmal untergliedern in die Ortsteile
- Untermagdalena im unteren Hangbereich mit dem eigentlichen Ortskern und den Höfen Untergageser, Mittenackerergütl, Haschhütt, Platider (Trögler), Reisegger, Eberle, Troger, Pluntsch, Ploner, Kandler, Flötzer auf Prazöll, Huck auf Prazöll, Flieder, Plattnergütl, Obermoser, Untermoser und Neubau und

- Obermagdalena entlang der Straße von der Kirche ausgehend in Richtung Ritten mit den Höfen Steidler, Laimer, Gageser, Premstaller, Gleif, Untermaurer und Obermaurer.[2]

## Geschichte
Ein Zufallsfund bei einem Mauerneubau unterhalb eines westlich am Hügel gelegenen Weinbergs wurde als frühbronzezeitliche Opferstelle klassifiziert. Weitere Ausgrabungsfunde lassen darauf schließen, dass der Hügel in vorrömischen Zeiten zumindest als Lagerstätte genutzt wurde, da das Tal damals noch sumpfig war. Erstmals erwähnt wird der Ort mit der Schenkung von Weingärten zu „Placedell“ (Prazöll) an das Brixner Domkapitel zwischen 1170 und 1174.
St. Magdalena gehörte früher zur Gemeinde Zwölfmalgreien und wurde 1911 nach Bozen eingemeindet. Heute gehört St. Magdalena zum Stadtviertel Zentrum-Bozner Boden-Rentsch und zur Pfarre Rentsch. Mit der Rittner Bahn hatte der Ort früher eine Anbindung an den öffentlichen Verkehr. Sie bediente von 1907 bis 1966 die Haltestelle Sankt Magdalena-Weinkeller in Untermagdalena sowie den Bahnhof Umformerstation in Obermagdalena.

## Kultur und Sehenswürdigkeiten

### Kirche St. Magdalena in Prazöll
→ siehe Hauptartikel St. Magdalena in Prazöll
Besonders bekannt unter Kunstkennern ist das Kirchlein der Hl. Maria Magdalena, der Patronin der Winzer, mit ihren Fresken.
Die erste urkundliche Erwähnung der Kirche erfolgte 1295 als „ecclesia sancte Marie Magdalene de Placedelle“ (St. Magdalena in Prazöll) anlässlich einer Seelgerätstiftung. Das rechteckige Kirchenschiff mit 6 mal 9,5 Metern integriert im Osten eine kleine Rechteckapsis, über die sich der Glockenturm erhebt. Den Höhepunkt bilden die kostbaren Malereien, deren zwei Hauptschichten/Epochen den gesamten Innenraum bedecken. Die älteren Fresken sind im frühgotischen Stilausgeführt und aufgrund der hohen künstlerischen Qualität von überregionaler Bedeutung. Als Entstehungszeit wird die Zeit um 1300 angenommen, als Künstler ein unbekannter Meister aus dem süddeutschen Raum vermutet. Rund 70 Jahre später wurde der Innenraum tiefgreifend umgestaltet. Ein weiterer unbekannter Meister hat sich an den Malereien des Paduaners Guariento in Bozen orientiert, welche wiederum von Giottos bahnbrechenden Fresken in der Scrovegni-Kapelle in Padua inspiriert sind. Künstlerisch wertvoll sind auch der Hochaltar von Oswald Krad aus dem Jahr 1667 und zwei Prozessionsstangen von Hans Schwarzpeckh.

### Magdalener Kirchtag
Weitum bekannt ist der Magdalener Kirchtag am 22. Juli: Die Weinhöfe des Dorfs präsentieren den St. Magdalener des letzten Jahrgangs, die Musikkapelle Zwölfmalgreien und deren Gastronomiestände runden den festlichen Abend ab. Anschließend öffnen einige Weinhöfe ihre Keller und gewähren interessierten Gästen den Zutritt. Dieser Kirchtag ist einer der wenigen, an denen kein Bier ausgeschenkt wird.
Höfe/Weingüter mit Eigenbaukellerei im Dorf: Untermoserhof der Fam. Georg Ramoser, Weingut Obermoser der Fam. Heinrich & Thomas  Rottensteiner, Fliederhof der Fam. Stefan Ramoser, Kandlerhof der Fam. Martin Spornberger, Buschenschank Steidlerhof der Fam. Rudolf Gasser, Eberlehof der Fam. Zisser, Trogerhof des Pepi Staffler, Plonerhof der Fam. Gasser-Geier. Glögglhof der Fam. Gojer.